# Əhmədbəyli (Samux)
Əhmədbəyli è un comune dell'Azerbaigian situato nel distretto di Samux. Conta una popolazione di 917 abitanti.